# Enzo Ybáñez
Enzo Agustín Ybáñez (Tigre, Provincia de Buenos Aires, Argentina; 29 de agosto de 1998) es un futbolista argentino. Juega de defensor y su actual club es el Club Social y Deportivo Sol de Mayo del Torneo Federal A.

## Carrera
Ybáñez llegó a Argentinos Juniors en 2005, con tan solo 7 años.
Su debut en primera fue el 30 de julio de 2017, frente a Chacarita Juniors por la Primera B Nacional.

## Clubes
| Club                     | País      | Año     |
| ------------------------ | --------- | ------- |
| A. A. Argentinos Juniors | Argentina | 2017-23 |
| C. D. Godoy Cruz         | Argentina | 2020    |
| C. A. Barracas Central   | Argentina | 2020-21 |
| C. Almirante Brown       | Argentina | 2022    |
| C. Comunicaciones        | Argentina | 2022    |
| C. S. Estudiantes        | Argentina | 2023    |
| C. S. D. Colón Chivilcoy | Argentina | 2023-24 |
| C. S. D. Sol de Mayo     | Argentina | 2024    |

## Estadísticas

### Clubes
- Actualizado hasta el 18 de julio de 2019.

| Argentinos Juniors Argentina |                     |                     |   |   |   |   |   |    |    |   |
| 2.ª | 2016-17             | 1                   | 0 | 0 | 0 | - | - | 1  | 0  |   |
| 1.ª | 2017-18             | 0                   | 0 | 0 | 0 | - | - | 0  | 0  |   |
| 1.ª | 2018-19             | 8                   | 0 | 1 | 0 | 2 | 0 | 11 | 0  |   |
| 1.ª | 2019-20             | 0                   | 0 | 0 | 0 | 2 | 0 | 2  | 0  |   |
| Total club | Total club          | Total club          | 9 | 0 | 1 | 0 | 4 | 0  | 14 | 0 |
| Total en su carrera | Total en su carrera | Total en su carrera | 9 | 0 | 1 | 0 | 4 | 0  | 14 | 0 |
| (1) Las copas nacionales se refiere a la Copa Argentina y a la Copa de la Superliga. (2) Las copas internacionales se refiere a la Copa Libertadores y a la Copa Sudamericana. |                     |                     |   |   |   |   |   |    |    |   |

## Palmarés
| Campeonato         |  | Equipo                   | Año     |
| ------------------ |  | ------------------------ | ------- |
| Primera B Nacional |  | A. A. Argentinos Juniors | 2016-17 |

Primera B                 C.A Barracas.    2020
Nacional                    Central                -21